# Juan Pari
Juan Donato Pari Choquecota (Tacna, 4 de febrero de 1957) es un economista y político peruano. Fue congresista de la república por Tacna en 2 ocasiones y el primer presidente de la Comisión Lava Jato del Congreso de la República, durante el gobierno de Ollanta Humala.

## Biografía
Juan Pari nació en la ciudad de Tacna, el 4 de febrero de 1957.
Realizó sus estudios de Ingeniería Económica en la Universidad Nacional del Altiplano, y con maestría en Promoción Social y Ciudadanía por la Universidad Católica de Santa María. Con expertice en gestión de proyectos de desarrollo en diversas regiones del Perú.
Fue director ejecutivo del Instituto Mallku, dedicado a proyectos de desarrollo sostenible.

## Carrera política

### Congresista de la República
Postuló al Congreso de la República en las elecciones parlamentarias del año 2006 por la circunscripción de Tacna del partido Unión por el Perú en alianza con el Partido Nacionalista Peruano. Pari solo logró obtener 8,660 votos. Sin embargo, el 17 de diciembre del 2009, Juan Pari fue juramentado como congresista de la república en reemplazo del fallecido congresista Juvenal Ordóñez Salazar.
Pari decidió unirse a la bancada del Partido Nacionalista Peruano, pese a haber postulado al Congreso por Unión por el Perú, y como congresista fue miembro titular de la Comisión de Comercio Exterior y Turismo, Comisión de Presupuesto y de la Comisión de Relaciones Exteriores.
Tras culminar el periodo 2006-2011, Pari decidió nuevamente postular al Congreso de la República por la alianza Gana Perú de Ollanta Humala y logró tener éxito con 23,960 votos, siendo luego juramentado para el periodo 2011-2016.
En el año 2014, Juan Pari renunció a la bancada de Gana Perú tras discrepancias internas y posteriormente ese mismo año decidió formar con los congresistas Natalie Condori, Justiniano Apaza, Claudia Coari, Amado Romero y Esther Saavedra la bancada denominada Dignidad y Democracia. Esta bancada llegó a sumar hasta 12 congresistas, siendo su vocero el mismo Pari quien luego dejó de serlo en 2015.

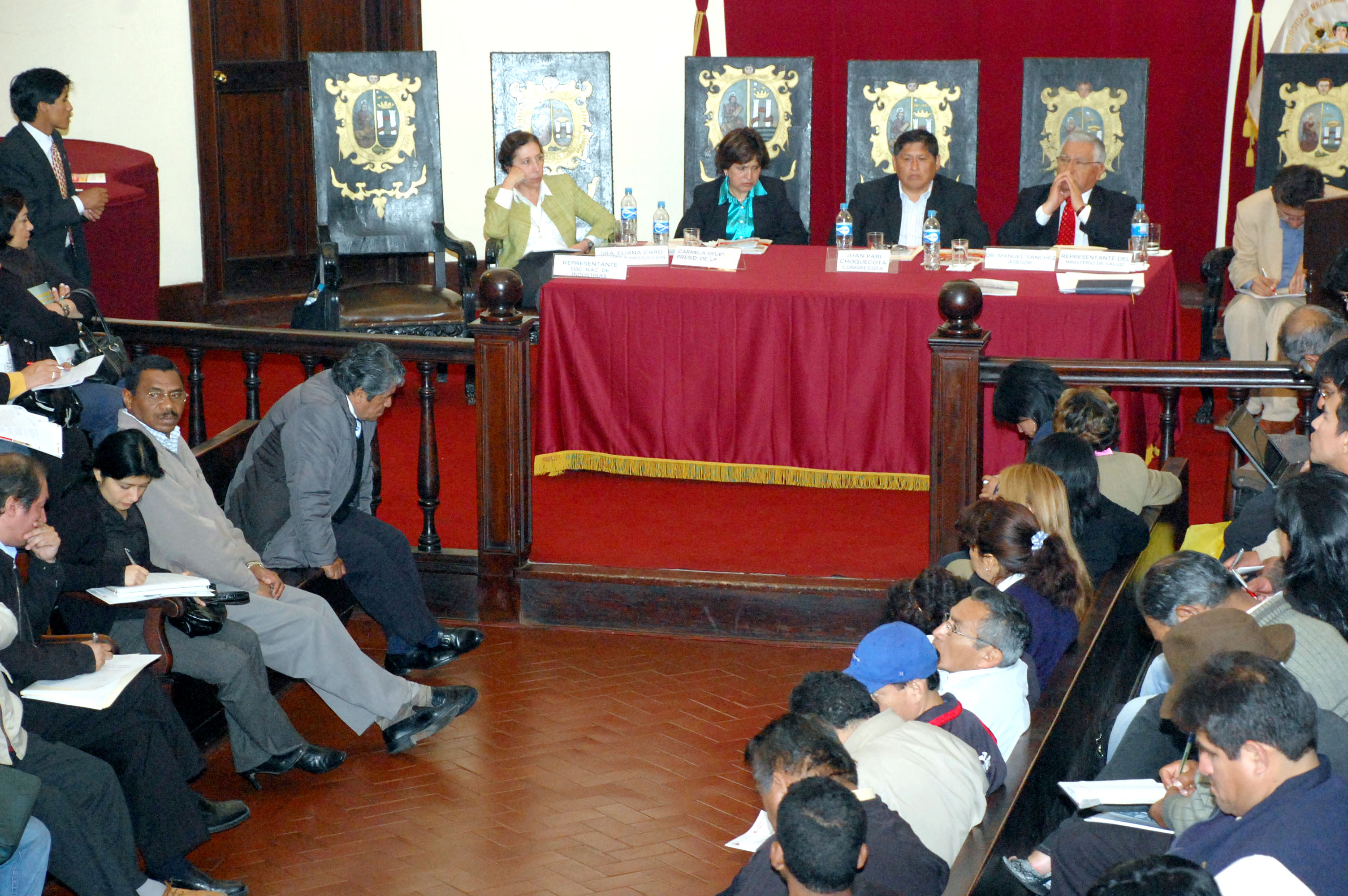
El congresista Juan Pari presidiendo una audiencia de la Comisión de Trabajo, en el 2010.

El 2 de noviembre del 2015, Juan Pari fue designado como presidente de la Comisión Lava Jato, siendo su primer presidente, para investigar los presuntos actos de corrupción perpetrados por las empresas brasileñas en el Perú, luego de destaparse el caso Lava Jato u Operación Autolavado en Brasil.
Entre las conclusiones a las que llegó era que el Perú se había convertido en un paraíso el lavado de activos, con sucesivas transferencias de dinero, con el evidente propósito de ocultar su origen y su destino final, destino que presumiblemente estaría asociado al pago de coimas de parte de las grandes empresas brasileñas (como Odebrecht, OAS, Camargo y Correa, Andrade Gutiérrez, Queiroz Galvao), para lograr beneficios en contratos y adendas de obras; que estas empresas apoyaron a las candidaturas presidenciales, para así asegurarse en el cobro de los favores; que los sobornos fueron a nivel de presidentes, y que el esquema corruptor se remontaba a Keiko Fujimori, pasando por Alejandro Toledo, Alan García y Ollanta Humala. El informe final se debatió hacia mayo y junio del 2016, pero nunca se llegó a un texto consensuado.
Se presentaron hasta tres informes, uno en mayoría y dos en minoría. Finalmente, venció el plazo dado a la Comisión y no se llegó a aprobar el informe en el pleno del Congreso. El mismo Pari tuvo que enviar al Ministerio Público el informe con su firma en solitario, el 12 de julio de 2016, poco antes del cambio de gobierno. Visto en retrospectiva, era evidente que los congresistas que conformaron la Comisión, entre ellos Mauricio Mulder del APRA y Karina Beteta de Fuerza 2011, no deseaban el avance de las investigaciones, ya que comprometían seriamente a sus líderes políticos.
Aunque fue invitado a presentarse a la reelección al Congreso de la República en 2016, Pari se abstuvo, aduciendo su responsabilidad con la investigación de Lava Jato. Luego de las tremendas revelaciones del Caso Odebrecht por medio de las delaciones premiadas, que empezaron a comienzos del 2017, Pari ha sido constantemente solicitado por la prensa para dar sus opiniones sobre el avance del caso, que es solo una parte del Caso Lava Jato.

### Elecciones del 2021
Ante la segunda vuelta de las elecciones generales del año 2021, Juan Pari reapareció en el ámbito político tras ser convocado para formar parte del equipo técnico del candidato presidencial de Perú Libre, Pedro Castillo. Pari participó en el debate de los equipos técnicos de Perú Libre y Fuerza Popular, debatiendo contra el exministro Luis Carranza en temas sobre economía.
Luego del triunfo de Pedro Castillo como presidente de la república, Juan Pari fue designado como director de PetroPerú.

## Controversias
El 23 de marzo del 2017, el congresista aprista Mauricio Mulder presentó una acusación constitucional contra Pari, por supuestamente haber ocultado información a los demás miembros de la Comisión Lava Jato de 2015-2016, sobre documentos que registraban movimientos bancarios de Pedro Pablo Kuczynski, en las que se mencionarían transferencias de dinero procedentes de Odebrecht hacia las empresas unipersonales del entonces presidente de la República. Mulder se respaldó en una entrevista que Pari dio al semanario Hildenbrandt en sus trece, en la que Pari dice textualmente:

Cuando estaba dirigiendo la comisión, los congresistas fujimoristas que la integraban (Karina Beteta y Jesús Hurtado) pedían insistentemente la documentación financiera de Kuczynski. Como estábamos en plena campaña electoral, tuve mucho recelo con el manejo de la información y no la entregué.

Juan Pari se defendió diciendo que esa documentación estuvo a la vista de todos los miembros de la Comisión, y que al finalizar su gestión, se limitó a devolverla al Congreso. Más bien, dijo que Mulder, durante el periodo de labor de la Comisión, había hecho todo lo posible para que no se discuta el informe final, con la intención evidente de bloquear su aprobación, en alianza con las demás fuerzas políticas. Además, dijo que cuando presentó una serie de nombres de personas a las que quería levantarles el secretario bancario, entre ellas a Josef Maiman (el testaferro de Alejandro Toledo), Mulder se había opuesto con vehemencia.
La acusación constitucional de Mulder contra Pari fue declarada procedente el 7 de diciembre del 2018 por la Subcomisión de Acusaciones Constitucionales del Congreso, sin embargo, la denuncia no se discutió debido a la sobrecarga de labor de dicha comisión.